# Даниел Граовац
Данијел Граовац (Босански Нови, 8. август 1993) босанскохерцеговачки је фудбалер. Висок је 186 центиметра и игра на позицији центархалфа. Наступао је за сениорску репрезентацију Босне и Херцеговине.

## Каријера

### Клупска
Данијел Граовац је своју фудбалску каријеру започео у Слободи из Новог Града. Са својих 16 година, млади Граовац, се придружио тиму Динама из Загреба. Након наступа у хрватском клубу, 2012. године прелази у мостарски Зрињски.
Свој први уговор као професионални фудбалер, Граовац је потписао 2013. године за Зрињским из Мостара у коме остаје све до 2016. године. Дана 26. августа 2016. године потписао је за кипарски фудбалски клуб Аполон из Лимасола да би већ три дана касније 29. августа 2016. године прешао на позајмицу у Мускрон из истоименог града. Као Мускронов играч ишао је на позајмице у мостарски Зрињски и Жељезничар из Сарајева.
У сезони 2018/19. носио је дрес новосадске Војводине. Каријеру је затим наставио у Румунији где је наступао за тамошње прволигаше Астру и Клуж. Уследили су ангажмани у Турској (Касимпаша и Маниса) након чега се вратио у Клуж.

### Репрезентативна
Граовац је своју кадетску каријеру у фудбалској репрезентацији Босне и Херцеговине започео најпре у репрезентацији Босне и Херцеговине до 19 година од 2011. до 2012. године, да би наставио у репрезентацији Босне и Херцеговине до 21 године од 2013. до 2014. године и сениорску репрезентацију Босне и Херцеговине од 2016. године.
Граовац је свој први наступ за сениорску репрезентацију Босне и Херцеговине забележио 29. марта 2016. године у пријатељској утакмици против Швајцарске када је у 86. минуту меча заменио саиграча Ервина Зукановића.

## Трофеји
ФК Зрињски Мостар
- Премијер лига Босне и Херцеговине
  -  Шампиони (3): 2013/14, 2015/16, 2016/17.[10]